# پریستیمانتیس سیاه
پریستیمانتیس سیاه (نام علمی: Pristimantis atratus) نام یک گونه از زیرراسته نوغوکان است.